# 3469 Булгаков
3469 Булгаков (3469 Bulgakov) је астероид главног астероидног појаса са средњом удаљеношћу од Сунца која износи 3,019 астрономских јединица (АЈ).
Апсолутна магнитуда астероида је 11,0.